# Taparé (Dembo)
Taparé est un village du Cameroun situé dans le département de la Bénoué et la Région du Nord, à proximité de la frontière avec le Nigeria. Il fait partie du lamidat et de la commune de Dembo.

## Population
Lors du recensement de 2005, 292 habitants y ont été dénombrés.